# Kem bia

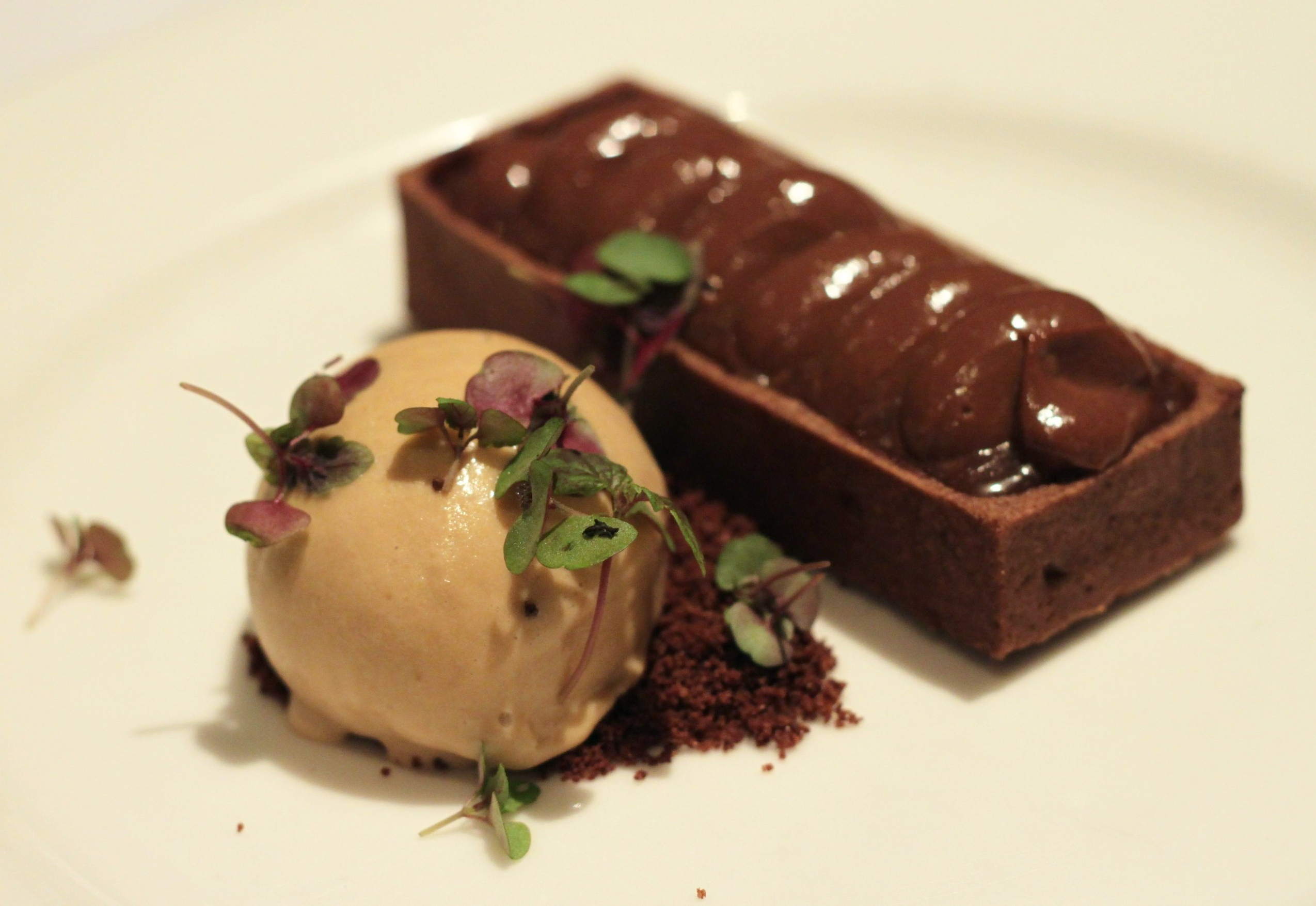
Kem bia với một lớp phủ

Kem bia là một loại kem có thành phần là bia. Bia được sử dụng thường là những loại bia sẫm màu, tạo ra hương vị đặc trưng hơn so với kem sử dụng các loại bia nhẹ hơn. Cồn trong bia đôi khi xuất hiện trong kem thành phẩm, trong khi các cách chế biến khác bao gồm cả việc nấu có thể làm bay hơi cồn. Soda kem cũng có thể được làm từ bia.

## Tổng quan

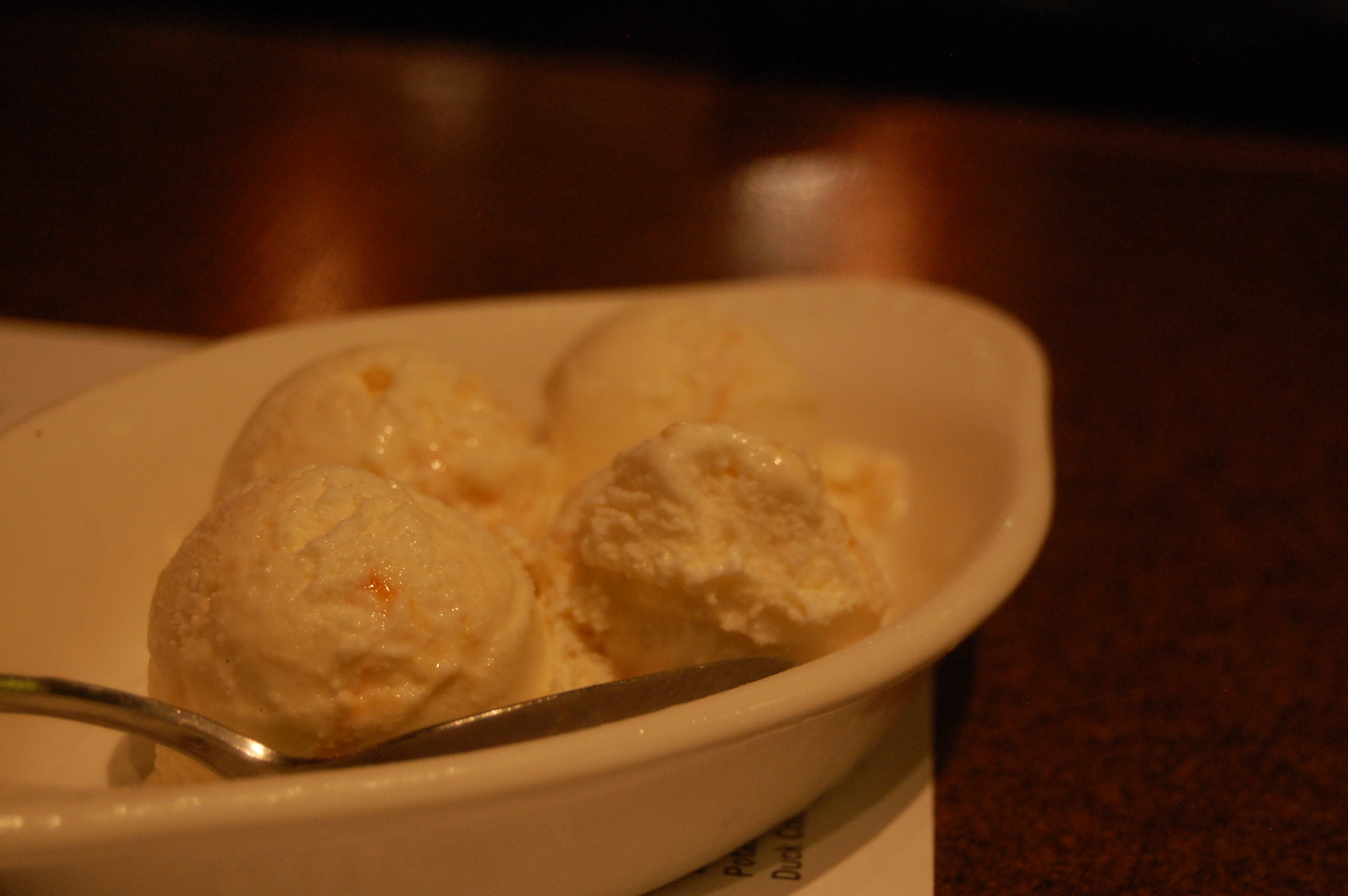
Kem bia vị mơ, bia ở đây sử dụng loại bia Rockmill Golden

Kem bia được làm từ thành phần của loại kem thông thường với bia. Hương vị của kem bia phụ thuộc vào loại bia sử dụng để chế biến. Ví dụ, việc sử dụng bia đen có thể tạo ra hương vị malty và caramel, và việc sử dụng pilsner, bia nhạt, bia nhạt Ấn Độ tạo ra vị đắng  Bia Ấn Độ cũng có thể làm tăng hương vị malty. Bia lúa mì và bia lager cũng có thể sử dụng như một thành phần trong món kem. Bia nhẹ như lagers không có vị đậm bằng bia sẫm màu hơn và các loại bia có lượng mạch nha và hoa bia cao hơn, mang lại hương vị khác biệt hơn.
Các thành phần bổ sung khác nhau có thể được sử dụng, giống như trong các loại kem khác chẳng hạn như sô cô la, anh đào, caramel, hồ đào, kẹo dẻo và các loại tương tự. Chuẩn bị món kem có thể bao gồm việc truyền bia vào kem làm sẵn, hoặc làm kem với bia từ đầu.
Một số cửa hàng kem ở Hoa Kỳ chế biến và cung cấp kem bia, và món kem đã được phục vụ tại Great American Beer Festival (Lễ hội bia lớn của Mỹ). Ben & Jerry hợp tác với Công ty bia New Bỉ vào năm 2015 để tạo ra hai loại kem bia phiên bản hạn chế được chế biến từ loại bia New Belgium Brown Ale.

## Độ cồn
Kem bia đôi khi vẫn giữ được chất cồn có trong bia, và kem bia được pha với bia có độ cồn cao theo thể tích có thể không bị đóng băng hoàn toàn khi sử dụng máy làm kem. Một số chế phẩm của món ăn liên quan đến nấu ăn có thể làm bay hơi rượu.